# Golden Masters
Das McEwan’s Lager Golden Masters war ein 1978 und 1979, also insgesamt zwei Mal, ausgetragenes Snooker-Einladungsturnier. Das Turnier wurde in beiden Fällen mit vier ausgewählten führenden Spielern sowohl in der Saison 1977/78 als auch 1978/79 gesponsert von McEwan’s in der nordirischen Stadt Newtownards im County Down ausgetragen. Sieger wurden jeweils ein Mal die Waliser Doug Mountjoy und Ray Reardon, wobei Reardon bei der ersten Ausgabe mit einem 123er-Break das höchste Break der Turniergeschichte spielte.

## Geschichte
Die Erstaustragung des Turnieres fand im Juni 1978 in Newtownards unter dem Sponsoring der schottischen Brauerei McEwan’s statt, zu der die Waliser Ray Reardon und Doug Mountjoy, der Engländer Graham Miles sowie der aus Nordirland stammende Dennis Taylor eingeladen wurden. Dabei wurde insgesamt ein Preisgeld von insgesamt 2.000 Pfund Sterling ausgelobt, von denen 750 £ auf den Sieger entfielen. Sieger des Turnieres wurde in einem rein walisischen Finale Doug Mountjoy, der Reardon mit 4:2 besiegte. Im nächsten Jahr wurde das Turnier erneut im Juni in Newtownards mit denselben vier Spielern ausgetragen, jedoch sank das gesamte Preisgeld auf nun 1.250 £. Erneut erreichte Reardon das Finale und setzte sich nun mit 4:2 gegen Graham Miles durch. Im Anschluss fanden jedoch keine weiteren Austragungen des Turnieres statt.

## Sieger
| Jahr                                              | Austragungsort                                    | Sieger                                            | Ergebnis                                          | Finalist                                          | Sponsor                                           | Saison                                            |
| Golden Masters – Status eines Einladungsturnieres | Golden Masters – Status eines Einladungsturnieres | Golden Masters – Status eines Einladungsturnieres | Golden Masters – Status eines Einladungsturnieres | Golden Masters – Status eines Einladungsturnieres | Golden Masters – Status eines Einladungsturnieres | Golden Masters – Status eines Einladungsturnieres |
| ------------------------------------------------- | ------------------------------------------------- | ------------------------------------------------- | ------------------------------------------------- | ------------------------------------------------- | ------------------------------------------------- | ------------------------------------------------- |
| 1978                                              | Newtownards                                       | Doug Mountjoy                                     | 4:2                                               | Ray Reardon                                       | McEwan’s                                          | 1977/78                                           |
| 1979                                              | Newtownards                                       | Ray Reardon                                       | 4:2                                               | Graham Miles                                      | McEwan’s                                          | 1978/79                                           |